# Ulrich Chomche

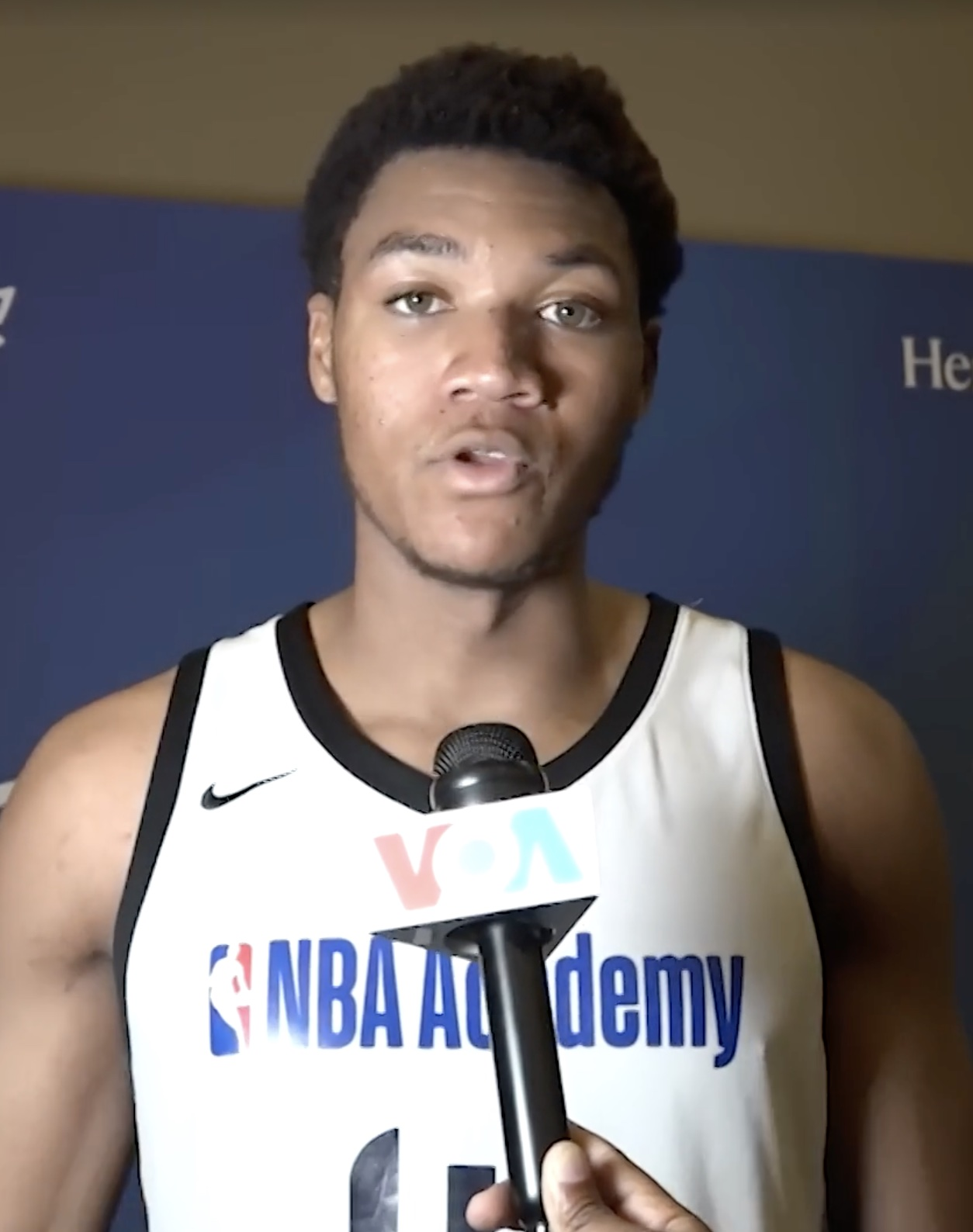
Ulrich Chomche, 2023.

Ulrich Kamka Chomche, född 30 december 2005 i Bafang, är en kamerunsk professionell basketspelare (C) som spelar för Toronto Raptors i National Basketball Association (NBA).
Han har även spelat som proffs i Kamerun och Rwanda.
Chomche draftades av Memphis Grizzlies i andra rundan i 2024 års draft som 57:e spelare totalt.